# Gheorghe Rasoviceanu
Rasoviceanu Gheorghe (n. 12 decembrie 1877, comuna Arcani, Gorj, România – d. 1954, Rasovița, comuna Lelești, Gorj, România) a fost un general de brigadă (comandant de brigadă în cadrul Corpului Vânătorilor de Munte) român, care a luptat în perioada Primului Război Mondial.